# Чашники
Чашники (блр. Чашнікі; рус. Чашники) је град у северном делу Белорусије у Витепској области. Административно припада Чашничком рејону чији је уејдно и административни центар.
Према процени из 2014. у граду је живело 9.000 становника.

## Географија
Град Чашники налази се у јужном делу Витепске области, на обалама реке Уле (леве притоке реке Западне Двине). Налази се на око 95 км западно од обласног центра Витепска, и на око 190 км североисточно од главног града земље Минска.

## Историја
Насељено место Чашники у писаним изворима се први пут помиње 1504. као веће насеље под управом Лукомских књажева Полацког војводства Велике Кнежевине Литваније.
Током Ливонског рата (1558—1583) на овом месту су се одржале неке од важнијих битака између Московске Русије и Ливонаца. По налогу руског цара Ивана Грозног на десној обали реке Уле је 1567. подигнуто утврђење (постојало све до 1708. када је изгорело у пожару).
Током XVII века Чашники су важили за важан трговачки центар у којем је према неким подацима из 1633. егзистирало 109 домаћинстава, те доминикански манастир. Током XVIII века саграђена је и малена речна лука, те бродоградилиште за трговачке бродиће. У периоду 1791—1793. Чашники су били центар Полацког војводства. Након поделе Пољско-Литванске државе 1793. насеље постаје делом Руске Империје.
Крајем XIX века, а по подацима пописа из 1897. у насељу је живело 4.590 становника, од чега су 3.480 били Јевреји (који су се углавном бавили трговином и занатством).
Насеље је административно уређено као варошица (рус. городской посёлок) 27. септембра 1938, и са тим административним статусом је било све до 7. фебруара 1966. када је административно уређен као град. У периоду 1962—1965. град је био делом Бешанковичког рејона.

## Становништво
Према процени, у граду је 2014. живело око 9.000 становника.
| 1979. | 1989.  | 1999.  | 2009. | 2012.  |
| ----- | ------ | ------ | ----- | ------ |
| 7.564 | 10.071 | 10.071 | 9.203 | 9.000* |

Напомена:Према проценама националне статистичке службе Белорусије.

## Саобраћај
Кроз град пролазе друмски правци од републичког значаја: Р62 (Чашники—Кличав—Бабрујск), Р86 (Багушевск—Сјано—Мјадзел) и Р111 (Бешанковичи—Чашники).
На 2 км од града, у селу Варки налази се железничка станица „Чашники“ која повезује градове Оршу и Лепељ.